# Johan Fredrik Palm
Johan Fredrik Palm, född 20 augusti 1754 i Stockholm, död 15 mars 1821 i Edsberg, Sollentuna socken, var en svensk pianist, musikpedagog och tonsättare. Han var ledamot av Kungliga Musikaliska akademien.

## Biografi
Johan Fredrik Palm föddes 20 augusti 1754 i Sankt Nikolai församling, Stockholm. Han var son till notarius publicus Amund Palm och Maria Elisabet Moberg. Palm blev klaverlärare vid Musikaliska akademiens undervisningsverk 1772 och ackompanjatör vid cembalon vid Kungliga Teatern 1778-1787. Han var andre sångmästare där 1787-1805 och lärare i elementarsång vid Musikaliska akademiens konservatorium 1818-1821. Palm blev 1779 medlem i orden Par Bricole och invaldes i Kungliga Musikaliska akademien 1794 som ledamot nummer 147. Han komponerade mestadels sånger, bland annat 36 stycken publicerade i Skaldestycken satta i musik. Han avled 1821 i Edsberg, Sollentuna socken

## Verk

### Piano
- Begravningsmarsch i C-moll. Publicerad 1807 i Musikaliskt Tidsfördrif som nummer 17-18.[3]
- Tema med variationer i B-dur.[3]
- Tema "Gubben Noak med variationer i C-dur.[3]
- Tema med variationer i G-dur.[3]
- Vals i F-dur. Publicerad 1808 i Musikaliskt Tidsfördriv som nummer 29-30.[3]
- Vals i F-dur. Publicerad 1814 i Musikaliskt Tidsfördriv som nummer 27-30.[3]

### Sånger
- Musikaliskt Tidsfördrif
  - Lägg af, min vän, den sorgedräkt (Johan Henric Kellgren), 1789.
  - Tag hit min lyra (Anna Maria Lenngren), 1791.
  - Fästom då förrän de slutas, 1792.
  - Jag sjunga vill om Trojas krig, 1792.
  - På späda myrthenqvistars blad (Anakreon/Gustaf von Paykull), 1792.
  - Lät oss Bacchi ära höja (Anakreon/Gustaf von Paykull), 1792.
  - Han, som kan ensam glädje (efter Thomas Thaarup), 1793.
  - Lät statskloke män (Jens Zetlitz/Gustaf Regnér), 1793.
  - Den mänskjovän må heder (Anna Maria Lenngren), 1793.
  - Goda gosse, glaset töm (Frans Michael Franzén), 1794.
  - Snart är din sällhets tid (Carl Lindegren), 1796.
  - Förrn solens morgonblick, 1797.
  - Snart mit hjerta, domnande bort, 1797.
  - Se mamma hur det brinner (Frans Michael Franzén), 1799.
  - Ner uti dalens djup, 1799.
  - O du, som verldars millioner (Anna Maria Lenngren), 1801.
  - Älskvärda nattfiol (Jöns Erik Angelin), 1802.

- Glada qväden av Johan Elers, 1792.
  - 2. Man njuter och flyr: Iris och dess herde lågo
  - 6. Torparen: Jag lifvets nöje smakar
  - 26. Vänskapen: Sjungom dygdens låf, som gifvit
  - 44. Vid kärlekens olyckliga fall: Bäfven då alt folk på jorden (samma melodi som Man njuter och flyr).
  - 47. Vänskapens kedja: Kärlek som så vänligt smilar (samma melodi som Man njuter och flyr).

- Skalde-stycken satte i musik I, 1793.
  - Det var i Saimen på en ö (Frans Michael Franzén)
  - Gläd dig i din ungdomsvår (Anna Maria Lenngren)
  - Hvar skall min ängslan lugnet finna? (Per Ulric Enbom)
  - Här vid denna silfverbäcken (Frans Michael Franzén)
  - Hopp om den tid som komma skall (Johan Elers)

- Skalde-stycken satte i musik II, 1794.
  - Goda gosse, glaset töm (Frans Michael Franzén), annan tonsättning
  - Hvar är Cypern? Jag skal finna (Frans Michael Franzén).
  - Snabb flygtade min ålders vår (Axel Gabriel Silfverstolpe)
  - Yngling: kransa dina hår (Axel Gabriel Silfverstolpe)

- Skalde-stycken satte i musik III, 1795.
  - Atis uti raseri (Anakreon/Gustaf von Paykull)
  - Förgäfves letar du en töcknig framtids öden (Axel Gabriel Silfverstolpe)
  - Han, som en dag skall verlden döma (Thomas Thaarup/Blom)
  - Må Cytherens blommor paras (Anakreon/Gustaf von Paykull), samma melodi som Lät oss Bacchi ära höja.
  - O du, som räknat mina år (Axel Gabriel Silfverstolpe)
  - Snabb flygtade min ålders vår, annan tonsättning (bilaga)

- Skalde-stycken satte i musik IV, 1796.
  - Den vinterliga stormen ren (J.P. Bagge)
  - Hilda sväfvar lätt i dansen (Anna Maria Lenngren)
  - Lycklig den, med sorgfritt hjerta (Anna Maria Lenngren)
  - Nannas siska i sin bur (Anna Maria Lenngren)

- Skalde-stycken satte i musik V, 1797.
  - Jag vid min harpa sjunga vill (Carl Lindegren)
  - Lilla Calle sprang så rolig (Carl Lindegren)
  - Länge vandrade mitt trötta hjerta (Carl Lindegren)

- Skalde-stycken satte i musik VII, 1798.
  - Midnattens måne bland molnen går (efter Jens Baggesen)
  - O! flygtade behag af mina barndoms dagar (Anna Maria Lenngren)
  - Än et ögonblick – och sedan slut (Carl Lindegren)

- Skalde-stycken satte i musik VIII, 1800.
  - Jag bygger mig en kammare
  - Jag såg en syn (Frans Michael Franzén)
  - Le uti din moders sköt
  - Yngling! du som dansar mig förbi (Carl Lindegren)

- Skalde-stycken satte i musik IX, 1801.
  - Det var en sägn i Svithiod
  - Ensam i den mörka lunden (Johan David Valerius)
  - Hvem vill ha mitt hjerta, qvinnor (Johan David Valerius)
  - Prässa drufvan! Glaset fyll! (Carl Lindegren)

- Skalde-stycken satte i musik X, 1802.
  - Hvar dag jag känner i min själ (Johan David Valerius)
  - På lätta azurskyar (Johan David Valerius)

- Skalde-stycken satte i musik XIII, 1805.
  - Se ifrån kullen, öfver sträckan der (J. Cunningham/Axel Gabriel Silfverstolpe)

- Skalde-stycken satte i musik XVII, 1816.
  - Dig sjunger jag, du milda
  - Se stjernorna vandra